# 1972 en Norvège
Chronologie de la Norvège
- 1968
- 1969
- 1970
- 1971
- 1972
- 1973
- 1974
- 1975
- 1976

Cet article présente les faits marquants de l'année 1972 en Norvège ou relatifs à la Norvège.

## Gouvernance
- Olav V est roi de Norvège.
- Trygve Bratteli est le chef du gouvernement jusqu'au 19 octobre et Lars Korvald lui succède.

## Événements
- La Norvège a participé au Concours Eurovision de la chanson 1972 le 25 mars à Édimbourg. C'est la 12e participation de la Norvège au Concours Eurovision de la chanson.
- Le référendum norvégien de 1972 est un référendum organisé en Norvège et ayant eu lieu le 25 septembre 1972. Celui-ci porte sur l'adhésion de la Norvège à la Communauté économique européenne.
- Le traité de Bruxelles ou traité d'adhésion de 1972, signé le 22 janvier 1972 et entré en vigueur le 1er janvier 1973, concernant l'adhésion du Danemark, de l'Irlande, de la Norvège et du Royaume-Uni lors du premier élargissement de la Communauté économique européenne[1].
- Le 23 décembre 1972 à 16 h 33, le vol Braathen SAFE 239, un vol intérieur régulier assuré par un Fokker F28 de la compagnie norvégienne Braathens SAFE entre l'aéroport d'Ålesund et l'aéroport d'Oslo-Fornebu, en Norvège, s'est écrasé dans une zone boisée lors de la phase d'approche vers Oslo.

## Sport
- La Norvège participe aux Jeux olympiques d'été de 1972 à Munich. 112 athlètes norvégiens, 101 hommes et 11 femmes, ont participé à 70 compétitions dans 15 sports. Ils y ont obtenu quatre médailles : deux d'or, une d'argent et une de bronze.
- La Norvège participe aux Jeux olympiques d'hiver de 1972, organisés à Sapporo au Japon. Cette nation prend part aux Jeux olympiques d'hiver pour la onzième fois en onze éditions. La délégation norvégienne, formée de 67 athlètes (56 hommes et 11 femmes), obtient douze médailles (deux d'or, cinq d'argent et cinq de bronze) et se classe au onzième rang du tableau des médailles[2].
- La saison 1972 du Championnat de Norvège de football était la 10e édition de la première division norvégienne à poule unique, la Tippeligaen. À partir de cette saison, l'élite comporte 12 clubs, qui jouent les uns contre les autres lors de rencontres disputées en matchs aller et retour.

## Culture
- L'Appel de la forêt (titre original anglais : The Call of the Wild), film britannique coproduit par la France, l'Allemagne de l'Ouest, l'Italie, l'Espagne et la Norvège, réalisé par Ken Annakin, sorti en 1972.
- Objection (Motforestilling), film norvégien réalisé par Erik Løchen, sorti en 1972.

## Naissances
- Naissance en Norvège en 1972

## Décès
- Reidar Ødegaard
- Jon Sundby
- Andreas Hofgaard Winsnes